# Дисперсні ґрунти
Дисперсні ґрунти — це ґрунти (згідно з ДСТУ Б В.2.1-2-96), що складаються з окремих мінеральних часток різного розміру, слабопов'язаних одна з одною. У класі дисперсних ґрунтів виділяють дві групи: зв'язані — глинисті та органічного походження (мули, сапропелі, заторфовані, торфи тощо) і незв'язані — уламкові (піски, древа, галька, гравій та ін.).
Незв'язані ґрунти — ґрунти, в яких структурні зв'язки між мінеральними зернами і уламками відсутні. Незв'язані ґрунти зі зв'язаними мінеральними частками поділяють на різновиди за: гранулометричним складом, коефіцієнтом водонасичення, ступенем засоленості Dsal, відносною деформацією здіймання εfh, температурою. Великоуламкові ґрунти поділяють на різновиди за коефіцієнтами: вивітрілості kwr та розтирання kfr; а піски — за ступенем неоднорідності гранулометричного складу Cu, коефіцієнтом пористості, ступенем щільності ID, відносним вмістом органічних речовин Ir.
Зв'язані ґрунти — це ґрунти, у яких між мінеральними частками діють тиксотропно-коагуляційні та кристалізаційно-конденсаційні (цементаційні) структурні зв'язки. Міцність цих зв'язків залежить від ступеня дисперсності ґрунтів, їх мінерального складу, щільності, вологості, складу цементуючої речовини та інших чинників. Міцність структурних зв'язків характеризується зчепленням.